# John Campbell Shairp
John Campbell Shairp (Linlithgowshire, 30 luglio 1819 – Argyll, 18 settembre 1885) è stato un critico letterario e scrittore scozzese.

## Biografia
Dopo aver frequentato l'accademia di Edimburgo e l'Università di Glasgow. Nel 1842 vinse il premio Newdigate per una poesia su Carlo XII di Svezia. Influenzato dalla poesia di John Keble, nel 1877 diventa professore all'università di Oxford, Oscar Wilde fu suo allievo. Lui aveva il compito di fornire consigli e apporre migliorie alla poesia da citare di Wilde, anch'egli vincitore dello stesso concorso letterario, ma alla fine non fu di alcuna utilità.

## Opere
- Aspects of Poetryin (1881)
- The Poetic Interpretation of Nature (1877)
- English Men of Letters (1879) he contributed a life of Robert Burns to the  series.